# 하나 라이치

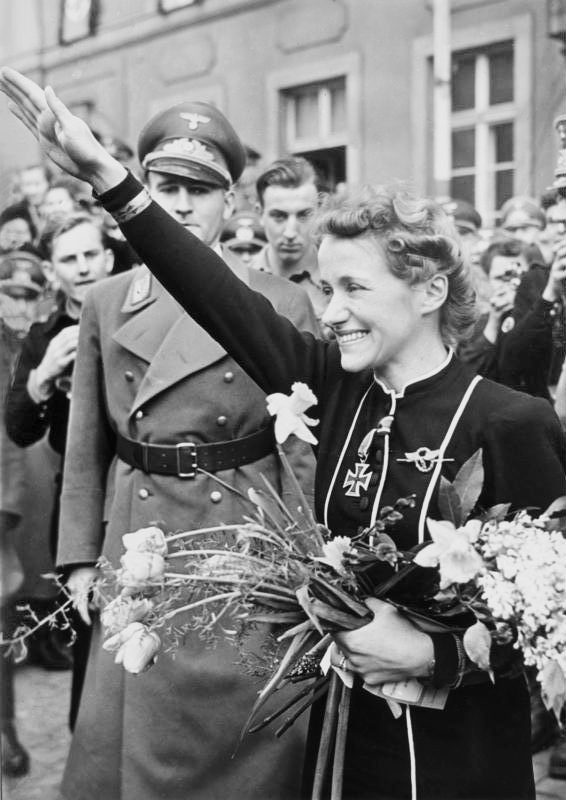
1941년의 라이치.

하나 라이치(독일어: Hanna Reitsch, 1912년 3월 29일 ~ 1979년 8월 24일)는 독일에서 가장 유명한 여성 비행사, 시험 비행사이다. 1930년대부터 활동했다. 나치 정권 당시 정권을 대변하는 국제 유명인으로 활동했다. 1960년대에는 서독 외무청에서 가나 등지에 기술고문으로 파견했다.
라이치는 1급 철십자장을 받은 유일한 여성이며, 제2차 세계 대전 당시 공군의 황금금강석 조종사 겸 관측사 휘장을 받았다. 2차 대전을 전후하여 활공 분야에서 여성 최고고도 및 내구도 기록을 40회 이상 경신했다.